# Dimitri Payet
Dimitri Payet (ur. 29 marca 1987 w Saint-Pierre) – francuski piłkarz, występujący na pozycji pomocnika w brazylijskim klubie CR Vasco da Gama. W latach 2010-2018 wielokrotny reprezentant Francji. Srebrny medalista Mistrzostw Europy 2016.
W swojej karierze występował m.in. w takich klubach jak: AS Saint-Étienne, Lille OSC, Olympique Marsylia czy West Ham United.

## Kariera klubowa
Payet karierę rozpoczynał jako junior w klubie JS Saint-Pierroise z Reunionu. W 1999 roku trafił do juniorskiej ekipy Le Havre AC. Spędził w niej 4 lata, a potem powrócił do ojczyzny. Przez kolejne dwa lata reprezentował tam barwy klubu SS Excelsior. W 2005 roku podpisał kontrakt z francuskim FC Nantes, grającym w Ligue 1. W tych rozgrywkach zadebiutował 17 grudnia 2005 w zremisowanym 0:0 pojedynku z Girondins Bordeaux. 21 stycznia 2006 w wygranym 4:1 pojedynku z FC Metz strzelił pierwszego gola w trakcie gry w Ligue 1. W 2007 roku spadł z klubem do Ligue 2. Wówczas odszedł z Nantes.
W lipcu 2007 za 4 miliony euro trafił do pierwszoligowego AS Saint-Étienne. Pierwszy ligowy mecz zaliczył tam 4 sierpnia 2007 przeciwko AS Monaco (1:1).1 lipca podpisał kontrakt z francuskim Olympique Marsylia.
Latem 2015 roku podpisał kontrakt z West Hamem. 29 stycznia 2017 powrócił do Olympique Marsylia za kwotę 29,3 milionów euro. 
| Sezon   | Klub               | Kraj     | Rozgrywki                     | Mecze | Bramki | Rozgrywki kontynentalne                | Mecze | Bramki |
| ------- | ------------------ | -------- | ----------------------------- | ----- | ------ | -------------------------------------- | ----- | ------ |
| 2004/05 | As Excelsior       | Reunion  | Réunion Premier League        | 36    | 12     | -                                      | -     | -      |
| 2005/06 | FC Nantes          | Francja  | Ligue 1                       | 3     | 1      | -                                      | -     | -      |
| 2006/07 | FC Nantes          | Francja  | Ligue 1                       | 30    | 4      | -                                      | -     | -      |
| 2007/08 | AS Saint-Étienne   | Francja  | Ligue 1                       | 31    | 0      | -                                      | -     | -      |
| 2008/09 | AS Saint-Étienne   | Francja  | Ligue 1                       | 30    | 4      | Liga Europy UEFA                       | 10    | 3      |
| 2009/10 | AS Saint-Étienne   | Francja  | Ligue 1                       | 35    | 2      | -                                      | -     | -      |
| 2010/11 | AS Saint-Étienne   | Francja  | Ligue 1                       | 33    | 13     | -                                      | -     | -      |
| 2011/12 | Lille OSC          | Francja  | Ligue 1                       | 33    | 6      | Liga Mistrzów UEFA                     | 4     | 0      |
| 2012/13 | Lille OSC          | Francja  | Ligue 1                       | 38    | 12     | Liga Mistrzów UEFA                     | 8     | 0      |
| 2013/14 | Olympique Marsylia | Francja  | Ligue 1                       | 36    | 8      | Liga Mistrzów UEFA                     | 5     | 0      |
| 2014/15 | Olympique Marsylia | Francja  | Ligue 1                       | 36    | 7      | -                                      | -     | -      |
| 2015/16 | West Ham United    | Anglia   | Premier League                | 30    | 9      | Liga Europy UEFA                       | 1     | 0      |
| 2016/17 | West Ham United    | Anglia   | Premier League                | 18    | 2      | -                                      | -     | -      |
| 2016/17 | Olympique Marsylia | Francja  | Ligue 1                       | 15    | 4      | -                                      | -     | -      |
| 2017/18 | Olympique Marsylia | Francja  | Ligue 1                       | 31    | 6      | Liga Europy UEFA                       | 14    | 3      |
| 2018/19 | Olympique Marsylia | Francja  | Ligue 1                       | 31    | 4      | Liga Europy UEFA                       | 5     | 2      |
| 2019/20 | Olympique Marsylia | Francja  | Ligue 1                       | 22    | 9      | -                                      | -     | -      |
| 2020/21 | Olympique Marsylia | Francja  | Ligue 1                       | 33    | 7      | Liga Mistrzów UEFA                     | 6     | 2      |
| 2021/22 | Olympique Marsylia | Francja  | Ligue 1                       | 31    | 12     | Liga Europy UEFA/Liga Konferencji UEFA | 11    | 4      |
| 2022/23 | Olympique Marsylia | Francja  | Ligue 1                       | 24    | 4      | Liga Mistrzów UEFA                     | 2     | 0      |
| 2023    | CR Vasco da Gama   | Brazylia | Campeonato Brasileiro Série A | 17    | 2      | -                                      | -     | -      |
| 2024    | CR Vasco da Gama   | Brazylia | Campeonato Brasileiro Série A | 23    | 3      | -                                      | -     | -      |
| 2025    | CR Vasco da Gama   | Brazylia | Campeonato Brasileiro Série A | 4     | 0      | Copa Sudamericana                      | 1     | 0      |
| Łącznie | Łącznie            | Łącznie  | Łącznie                       | 620   | 131    |                                        | 67    | 14     |

Stan na: 31 lipca 2025 r.

## Kariera reprezentacyjna
Payet był reprezentantem Francji U-21. W kadrze młodzieżowej zagrał 12 razy i zdobył 4 bramki.
9 października 2010 zadebiutował w dorosłej reprezentacji w wygranym 2:0 meczu eliminacji do Euro 2012 z Rumunią. Wystąpił także kilka dni później w meczu przeciw reprezentacji Luksemburga. W obu tych meczach zaliczył po asyście przy golach Yoanna Gourcuffa.
Strzelił gola ustalając tym samym rezultat na 2:1 w 89. minucie meczu otwarcia Euro 2016 rozegranego 10 czerwca 2016 pomiędzy Francją a Rumunią.